# L'Africain (roman)
Pour les articles homonymes, voir L'Africain (homonymie).
L’Africain (titre original : The African: a novel) est un roman américain d’Harold Courlander publié en 1967. Cet ouvrage sur l’esclavage à l’époque contemporaine a valu à son auteur le prix du prix « Meilleur ouvrage pour jeunes adultes » de l’American Library Association en 1969.

## Résumé
Hwesuhunu, un jeune Africain, est enlevé à sa patrie par des esclavagistes français et subit les terreurs de la traversée de l’Atlantique. Naufragé sur l’île de Sainte-Lucie, il est vendu en esclavage dans une plantation de Géorgie, avant de chercher sa liberté comme esclave fugitif.

## Polémique
Une polémique est née lorsqu’on s’est aperçu que l’auteur du roman à succès Racines, adapté par la suite en mini-série pour la télévision en 1977 avait été plagié de sections de l’Africain. Au printemps de 1977, alors que Racines avait atteint une célébrité nationale aux États-Unis, Courlander s’est aperçu que la partie décrivant la vie de Kunta Kinte était en réalité tirée de l’Africain. En 1978, il intente une action devant le tribunal de district du district sud de New York, accusant Alex Haley, l’auteur de Racines, d’avoir copié 81 passages de son roman. La note préparatoire au procès de Courlander dans le procès pour violation du droit d’auteur affirme que :

« L’accusé Haley avait accès à et copié de manière substantielle le roman l’Africain de Courlander. Sans l’Africain, Racines aurait été un roman très différent et moins réussi, et il est douteux que M. Haley ait pu écrire Racines sans l’Africain… M. Haley a copié le langage, les pensées, les attitudes, les incidents, les situations, l’intrigue et le caractère. »

Racines reproduit, non seulement des idées, mais également des passages spécifiques de l’Africain. Le rapport soumis au tribunal fédéral par l’expert, le professeur d’anglais à l’université Columbia, Michael Wood, établit que :

« La preuve de copiage de l’Africain dans le roman et la dramatisation télévisée de Racines est claire et irréfutable. Le copiage est important et extensif… Racines… utilise clairement l’Africain comme modèle : pour être copié à certains endroits, et modifié à d’autres, mais il semble toujours avoir été consulté… Racines reprend les phrases, les situations, les  idées, le style et l’intrigue de l’Africain. Racines reprend à l’Africain les éléments essentiels à sa représentation d’éléments tels que les pensées d’évasion d’un esclave, la psychologie d’un vieil esclave, les habitudes d’esprit du héros et le sens de la vie sur un navire négrier tristement célèbre. Tels sont les éléments qui constituent la vie d’un roman et lorsqu’ils apparaissent dans Racines ; ils constituent la vie du roman de quelqu’un d’autre. »

Au cours d’un procès de cinq semaines devant le tribunal de district fédéral, le juge présidant la Cour de district des États-Unis, Robert J. Ward, a déclaré : « Il y a copiage, point final. » Bien que des passages de l’Africain aient été retrouvés agrafés sur un manuscrit de Racines, Alex Haley a pourtant maintenu tout au long du procès n’avoir entendu parler de l’Africain que l’année suivant la publication de Racines. Il a spéculé que quelqu’un d’autre avait dû lui donner les passages photocopiés. Or, après le procès, Joseph Bruchac, instructeur d’histoire des minorités au Skidmore College, a affirmé, dans une déclaration sous serment, avoir recommandé la lecture de l’Africain à Haley, lors de la visite de ce dernier à Skidmore, en 1970. Bruchac se souvient être retourné chez lui, à 5 km de Skidmore, pour aller chercher son propre exemplaire afin de l’offrir à Haley, qui lui a promis de le lire « dans l’avion. »
Après avoir commencé par rejeter l’accusation, Alex Haley a fini par publier une déclaration reconnaissant publiquement que le roman de Courlander avait été la source de Racines, ce qui, selon lui, devait être la faute de l’un de ses assistants. En échange de l’abandon de leur procès en plagiat, Haley a reconnu que 81 passages de Racines avaient été copiés dans l’Africain, et réglé l’affaire à l’amiable en dédommageant Courlander et de son éditeur à hauteur de 650 000 $ (soit l’équivalent de $
2.5 millions de dollars en 2016) et une déclaration selon laquelle « Alex Haley reconnait et regrette que divers documents de l’Africain de Harold Courlander se soient retrouvés dans son livre, Racines. » Dans une interview accordée, 4 ans plus tard, à la BBC, le juge Ward a déclaré : « Alex Haley a commis un canular contre le public. »

Courlander a, quant à lui, rédigé, en 1986, un article intitulé « Kunta Kinte’s Struggle to be African » (Les efforts de Kunta Kinte pour être africain) détaillant les différences entre le personnage de Kunta Kinte et les documents historiques concernant les Africains de la période précédant l’esclavage. Parmi les comportements non africains de Kunta, on relève des manifestations de colère et de rage aveugles, un sens de l’odorat presque animal, une pudibonderie et des actions inconnues dans la culture des Mandingues, et qui signalent les nombreuses déformations et ambiguïtés du roman d’Haley. Pour Courlander, 

« Le comportement, la perception et les explications de Kunte sur lui-même sont souvent faux par rapport à la personnalité africaine, la connaissance africaine des personnes et du monde qui les entoure, la technologie et les capacités africaines et les disciplines et la sophistication de la plupart des sociétés africaines. »

Haley dépeint, de façon presque insultante pour les Africains, les Mandingues de l’époque de Kunta comme des arriérés ignorant tout de l’Europe, alors que ceux-ci n’ignoraient rien des navires, des canons, des mousquets ou du verre, possédant des forgerons capables de fondre les métaux et de travailler l’or, l’argent le laiton et des artisans en mesure de fabriquer aussi bien les mousquets que la poudre à canon. Or Kunta est décrit par Haley comme n’ayant jamais vu un mousquet, un navire, un rasoir, un violon, un cheval ou même une conque, pourtant couramment utilisée en Afrique:296-7. Pour Coulander, loin d’augmenter la connaissance de l’Afrique et des Africains, Haley en offre une perception faussée, dégradée et dégradante, et il conclut : 

« Certaines des diverses questions soulevées à propos de Racines (mais pas toutes) résultaient de son genre littéraire incorrect et ambigu. Une fois généralement accepté le fait que l’ouvrage est essentiellement une œuvre de fiction, même en incluant des faits généalogiques, la question de la véracité historique a perdu de son importance. Mais en tant que roman, les éléments littéraires jouent un rôle plus important et la véracité ou la crédibilité du personnage central devient primordiale. »